# Эйзиг, Гуго
Гуго Эйзиг (Hugo Eisig) — немецкий зоолог.

## Биография
Родился в 1847 году. Изучал естественные науки в Гейдельберге, Йене и Фрейбурге, в 1869 году доктор философии Йенского университета, в 1872 году назначен ассистентом при зоологической станции в Неаполе, лабораторией которой он затем заведовал. Позже к нему присоединился Николаус Клейненберг. В 1890 году получил звание профессора. Научные исследования Эйзига касаются преимущественно анатомии и эмбриологии многощетинковых кольчатых червей.

## Труды
- «Beiträge zur Anatomie u. Entwicklungsgeschichte der Geschlechtsorgane von Lymnaeus» («Zeitschrift wissenschaft. Zool», 1869);
- «Die Segmentalorgane der Capitelliden» («Mittheilungen Zool. St. Neapel», 1878);
- «Biologische Studien» («Kosmos», 1882—84);
- «Monographie der Capitellden etc. nebst Untersuchungen zur vergleichenden Anatomie u. Physiologie» («Fauna u. Flora d. Golfs v. Neapel». 1887);
- «Zur Entwicklungsgeschichte der Capitelliden» («Mittheilungen Zool. St. Neapel», 1898).